# プロコル・ハルム
プロコル・ハルム（Procol Harum [ˈproʊkəl ˈhɑːrəm]）は、イングランド出身のロックバンド。デビュー曲「青い影」（1967年）で世界的な大ヒットを記録し、一躍スターダムにのし上がった。クラシックやブルースの要素を色濃く取り入れた独特の作風で人気を博した。
バンド名は「Beyond these things」（こうしたものを越えて）を意味するラテン語に由来する。

## 経歴

### 結成まで
プロコル・ハルムの前身となったのは、エセックス州で1961年に結成されたR&Bバンド、パラマウンツであった。彼らはローリング・ストーンズのミック・ジャガーから「最高のR&Bバンド」と称賛されたものの、ヒットを出すには至らず1966年に解散する。
パラマウンツの中心メンバーだったゲイリー・ブルッカーは、その頃プロデューサーのガイ・スティーヴンスの紹介でキース・リードという詩人と出会い、楽曲を共同制作するようになった。

### 結成から解散までの歩み
ブルッカーとリードはオルガニストのマシュー・フィッシャーらを迎え入れ、1967年にプロコル・ハルムを結成。作詞専任で演奏しないリードをメンバーとしてクレジットしたところに特色がある。彼らは同年5月にデビュー・シングル『青い影』を発表して、一躍有名になった。
彼らの初期のサウンドを特徴付けるのは、ブルッカーのピアノとフィッシャーのオルガンからなるツイン・キーボードである。このスタイルについては、ザ・バンドとの影響関係も指摘されている。またR&B的要素とクラシック的要素を融合させた独特の音作りは、1970年代のプログレッシブ・ロックの先駆をなしたとも評される。特に5部構成のロック組曲「In Held Twas in I」が収録されたセカンド・アルバム『月の光』（1968年）と、ポップな作風を指向したサード・アルバム『ソルティ・ドッグ』（1969年）は初期の佳作とされている。
1969年にフィッシャーが脱退すると、ジミ・ヘンドリックスに深く傾倒していたギタリストのロビン・トロワーの存在感が圧倒的となり、彼の奏でるギター・リフを前面に押し出したハードな楽曲が増加してくる。
1971年にトロワーが脱退し、ブルッカーの志向するクラシカルな路線が復活することとなった。1972年にはカナダのエドモントン交響楽団との共演によるライブ・アルバム『プロコル・ハルム・ライヴ〜イン・コンサート・ウィズ・ザ・エドモントン・シンフォニー・オーケストラ』が全米5位まで上昇するヒット作となった。同アルバムは当時ロックとクラシックの融合が盛んに試みられた事を例証する作品の一つに挙げられる。同年5月、テン・イヤーズ・アフターとのジョイントコンサートで来日。翌1973年の7作目のアルバム『グランド・ホテル』は、今日では1970年代プログレ・シーンを代表する作品の一つに数えられており、彼らの後期の傑作とされる。ホテルを退廃的な物質文明（西欧文明）の象徴と見なすコンセプチュアルな歌詞と、重厚華麗な演奏が特徴である。
その後、ロックンロール草創期の代表的なソングライターだったジェリー・リーバーとマイク・ストーラーのコンビをプロデュースに迎え、時流に即してAOR的要素をとりいれた1975年の『プロコルズ・ナインス』である程度の商業的成功を収めるものの、「すべてをやりつくした」というブルッカーの判断で1977年には解散を迎えている。

### 再始動からゲイリー・ブルッカーの死去まで

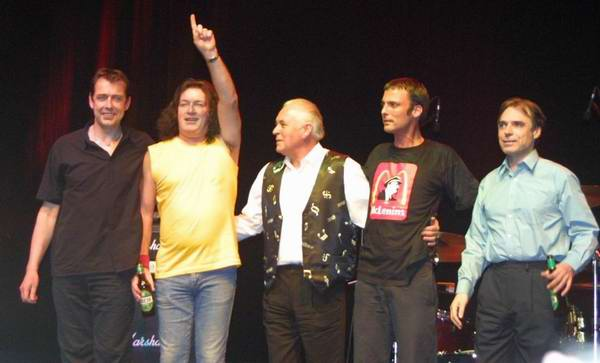
2001年 再結成期

解散後、ブルッカーはソロ活動を展開していたが、1990年にドラマーのB．J．ウィルソンが肺炎で死去したことをきっかけに、哀悼の意味をこめて1991年にバンドを再結成し、アルバム『放蕩者達の絆』を発表した。トロワーは短期間で脱退するが、バンドはその後も北米や英国を中心に散発的にライブを行っており、2003年にはフィッシャー、リードらも参加した再結成後第2作のアルバム『ウェルズ・オン・ファイアー』をリリースしている。
2003年には再来日して四人囃子との共演を実現させた。また2012年には松任谷由実とのジョイントライブを日本国内数箇所で行なう。
2017年4月には、クリームとの共同作業で知られるピート・ブラウンを作詞家に迎えた14年ぶりの新作『乙女は新たな夢に』のリリースに至った。
彼らの作風はプログレッシブ・ロック的ではあるとはいえ分類の難しい独特なもので、ロック史上に一大特色を呈している。「青い影」を除けば華やかなチャート・アクションとは縁の遠いバンドであったが、結成から半世紀近くを経た21世紀になって、世界各国で再評価の機運が高まっている。
2022年2月、主宰のブルッカーが病没。これにより活動に事実上の終止符が打たれた。

## 代表曲
- 青い影 - "A Whiter Shade Of Pale"

1967年5月にシングル・リリースされたデビュー曲。1968年1月に発表されたファースト・アルバムには未収録だった。詳細は「青い影」の項を参照。
- ホンバーグ - "Homburg"

1967年リリースのセカンド・シングル。前作『青い影』の作風を踏襲する、ツイン・キーボードを前面に出したロック・バラードである。全英6位まで上昇した。この曲もファースト・アルバムには未収録だった。なお、「Homburg」とはフェルト帽のこと。
- 征服者 - "Conquistador"

ファースト・アルバムの収録曲で、1972年のライブ『プロコル・ハルム・ライヴ〜イン・コンサート・ウィズ・ザ・エドモントン・シンフォニー・オーケストラ』でリメイクされ、シングル・カットされた。速めのテンポながらメロディは哀愁を帯び、イントロで用いられているストリングスも印象的である。アメリカでは全米ビルボード15位にランク・インした。

## メンバーの変遷

### 第1期 (1967年)
- ゲイリー・ブルッカー (Gary Brooker) - ボーカル、ピアノ
- マシュー・フィッシャー (Matthew Fisher) - オルガン
- レイ・ロイヤー (Ray Royer) - ギター
- デイヴィッド・ナイツ (David Knights) - ベース
- ボビー・ハリソン (Bobby Harrison) - ドラム
- キース・リード (Keith Reid) - 歌詞

デビュー・シングル「"A Whiter Shade Of Pale" / "Lime Street Blues"」録音。
「青い影」でドラムスを叩いているのはボビー・ハリソンではなく、ジャズ・ドラマーのビル・エイデンである。ハリソンはB面収録曲「ライム・ストリート・ブルース」のドラムスを担当した。
ハリソンはデビュー・シングルのレコーディングの直後にレーベル側から解雇され、同時に脱退したロイヤーとともにフリーダムというサイケデリック・ロック・バンドを結成した。

### 第2期 (1967年-1969年)
- ゲイリー・ブルッカー (Gary Brooker) - ボーカル、ピアノ、オーケストレーション (3rdアルバム)
- マシュー・フィッシャー (Matthew Fisher) - オルガン、ボーカル、オーケストレーション (3rdアルバム)
- ロビン・トロワー (Robin Trower) - ギター、ボーカル
- デイヴィッド・ナイツ (David Knights) - ベース
- B．J．ウィルソン (B.J.Wilson) - ドラム
- キース・リード (Keith Reid) - 歌詞

1stアルバム『青い影』、2ndアルバム『月の光』、3rdアルバム『ソルティ・ドッグ』録音。
この時期がオリジナル・メンバーと言われることが多い。ブルッカー、フィッシャー、トロワーという各々作風の違う作曲者が3人在籍し、ラインナップとしては最も充実していた時期と言える。
ドラマーのB.J.ウィルソンは、前身バンドのパラマウンツ時代からのブルッカーのバンド仲間であり、ブルッカー、リードと共に解散までバンドに在籍した。プロコル・ハルムに正式加入する以前はレッド・ツェッペリンから加入の誘いを受けていたこともあり、演奏技術はメンバー中でも出色のものを持っていた。

### 第3期 (1970年-1971年)
- ゲイリー・ブルッカー (Gary Brooker) - ボーカル、ピアノ
- ロビン・トロワー (Robin Trower) - ギター、ボーカル
- クリス・コッピング (Chris Copping) - オルガン、ベース
- B．J．ウィルソン (B.J.Wilson) - ドラム
- キース・リード (Keith Reid) - 歌詞

4thアルバム『ホーム』、5th『ブロークン・バリケーズ』録音。
フィッシャーらが脱退して元パラマウンツのクリス･コッピングが加入したので、パラマウンツ時代とほぼ同じラインナップに回帰した。

### 第4期 (1972年)
- ゲイリー・ブルッカー (Gary Brooker) - ボーカル、ピアノ、オーケストレーション (6thアルバム)
- クリス・コッピング (Chris Copping) - オルガン
- デイヴ・ボール (Dave Ball) - ギター
- アラン・カートライト (Alan Cartwright) - ベース
- B．J．ウィルソン (B.J.Wilson) - ドラム
- キース・リード (Keith Reid) - 歌詞

6thライブ・アルバム『Procol Harum Live In Concert With Edmonton Symphony Orchestra』録音。
彼らの最初の来日公演時のメンバーである。
このメンバーで7thアルバム『グランド・ホテル』の録音を開始。

### 第5期 (1973年-1976年)
- ゲイリー・ブルッカー (Gary Brooker) - ボーカル、ピアノ、オーケストレーション (7thアルバム)
- クリス・コッピング (Chris Copping) - オルガン
- ミック・グラバム (Mick Grabham) - ギター
- アラン・カートライト (Alan Cartwright) - ベース
- B．J．ウィルソン (B.J.Wilson) - ドラム
- キース・リード (Keith Reid) - 歌詞

+
- クリスチアーネ・ルグラン (Christiane Legrand) - ボーカル (ゲスト/7thアルバム)
- B.J.・コール（英語版） - スティールギター (ゲスト/8thアルバム)

7thアルバム『グランド・ホテル』、8thアルバム『異国の鳥と果物』、9thアルバム『プロコルズ・ナインス』録音。
アルバム『グランド・ホテル』は第4期メンバーで録音し終えていたが、ギターをミック・グラバムのものに差し替えた。

### 第6期 (1976年-1977年)
- ゲイリー・ブルッカー (Gary Brooker) - ボーカル、ピアノ
- ピート・ソリー (Pete Solley) - オルガン、シンセサイザー
- ミック・グラバム (Mick Grabham) - ギター
- クリス・コッピング (Chris Copping) - ベース
- B．J．ウィルソン (B.J.Wilson) - ドラム
- キース・リード (Keith Reid) - 歌詞

10thアルバム『輪廻』録音。

### 第7期 (1977年4月-5月)
- ゲイリー・ブルッカー (Gary Brooker) - ボーカル、ピアノ
- ピート・ソリー (Pete Solley) - オルガン、シンセサイザー
- ミック・グラバム (Mick Grabham) - ギター
- ディー・マーリー (Dee Murray ) - ベース
- B．J．ウィルソン (B.J.Wilson) - ドラム
- キース・リード (Keith Reid) - 歌詞

### 第8期 (1977年10月)
- ゲイリー・ブルッカー (Gary Brooker) - ボーカル、ピアノ
- クリス・コッピング (Chris Copping) - オルガン
- ティム・レンウィック (Tim Renwick) - ギター
- アラン・カートライト (Alan Cartwright) - ベース
- B．J．ウィルソン (B.J.Wilson) - ドラム
- キース・リード (Keith Reid) - 歌詞

### 第9期 (1991年)
- ゲイリー・ブルッカー (Gary Brooker) - ボーカル、ピアノ
- マシュー・フィッシャー (Matthew Fisher) - オルガン
- ロビン・トロワー (Robin Trower) - ギター
- デイブ・ブロンズ (Dave Bronze) - ベース
- マーク・ブレゼジッキー (Mark Brzezicki) - ドラム
- ジェリー・スティーヴンソン(Jerry Stevenson) - ギター、マンドリン
- キース・リード (Keith Reid) - 歌詞

+
- ヘンリー・スピネッティ (Henry Spinetti) - ドラム (ゲスト/11thアルバム)
- スティーヴ・ランジ (Steve Lange) - バック・ボーカル (ゲスト/11thアルバム)
- マギー・ライダー (Maggie Ryder) - バック・ボーカル (ゲスト/11thアルバム)
- ミリアム・ストックリー (Miriam Stockley) - バック・ボーカル (ゲスト/11thアルバム)

11thアルバム『放蕩者達の絆』録音。

### 第10期 (1991年8月-10月)
- ゲイリー・ブルッカー (Gary Brooker) - ボーカル、ピアノ
- マシュー・フィッシャー (Matthew Fisher) - オルガン
- ティム・レンウィック (Tim Renwick) - ギター
- デイブ・ブロンズ (Dave Bronze) - ベース
- マーク・ブレゼジッキー (Mark Brzezicki) - ドラム
- キース・リード (Keith Reid) - 歌詞

### 第11期 (1991年12月-1992年4月)
- ゲイリー・ブルッカー (Gary Brooker) - ボーカル、ピアノ
- マシュー・フィッシャー (Matthew Fisher) - オルガン
- ジェフ・ホワイトホーン (Geoff Whitehorn) - ギター
- デイブ・ブロンズ (Dave Bronze) - ベース
- マーク・ブレゼジッキー (Mark Brzezicki) - ドラム
- キース・リード (Keith Reid) - 歌詞

ライブ・アルバム『One More Time : Live At Utrecht, Netherlands, 13 February 1992』録音。

### 第12期 (1992年5月-6月)
- ゲイリー・ブルッカー (Gary Brooker) - ボーカル、ピアノ
- ドン・スノー (Don Snow) - オルガン
- ジェフ・ホワイトホーン (Geoff Whitehorn) - ギター
- デイブ・ブロンズ (Dave Bronze) - ベース
- マーク・ブレゼジッキー (Mark Brzezicki) - ドラム
- キース・リード (Keith Reid) - 歌詞

### 第13期 (1992年8月)
- ゲイリー・ブルッカー (Gary Brooker) - ボーカル、ピアノ
- マシュー・フィッシャー (Matthew Fisher) - オルガン
- ジェフ・ホワイトホーン (Geoff Whitehorn) - ギター
- ローレンス・コットル (Laurence Cottle) - ベース
- マーク・ブレゼジッキー (Mark Brzezicki) - ドラム
- キース・リード (Keith Reid) - 歌詞

### 第14期 (1993年6月)
- ゲイリー・ブルッカー (Gary Brooker) - ボーカル、ピアノ
- ジョシュ・フィリップス (Josh Phillips) - オルガン
- ジェフ・ホワイトホーン (Geoff Whitehorn) - ギター
- デイブ・ブロンズ (Dave Bronze) - ベース
- イアン・ウォーレス (Ian Wallace) - ドラム
- キース・リード (Keith Reid) - 歌詞

### 第15期 (1993年7月-8月)
- ゲイリー・ブルッカー (Gary Brooker) - ボーカル、ピアノ
- マシュー・フィッシャー (Matthew Fisher) - オルガン
- ジェフ・ホワイトホーン (Geoff Whitehorn) - ギター
- デイブ・ブロンズ (Dave Bronze) - ベース
- イアン・ウォーレス (Ian Wallace) - ドラム
- キース・リード (Keith Reid) - 歌詞

### 第16期 (1993年8月-9月)
- ゲイリー・ブルッカー (Gary Brooker) - ボーカル、ピアノ
- マシュー・フィッシャー (Matthew Fisher) - オルガン
- ジェフ・ホワイトホーン (Geoff Whitehorn) - ギター
- マット・ペグ (Matt Pegg) - ベース
- イアン・ウォーレス (Ian Wallace) - ドラム
- キース・リード (Keith Reid) - 歌詞

### 第17期 (1995年7月-8月)
- ゲイリー・ブルッカー (Gary Brooker) - ボーカル、ピアノ
- マシュー・フィッシャー (Matthew Fisher) - オルガン
- ジェフ・ホワイトホーン (Geoff Whitehorn) - ギター
- マット・ペグ (Matt Pegg) - ベース
- グラハム・ブロード (Graham Broad) - ドラム
- キース・リード (Keith Reid) - 歌詞

### 第18期 (1996年2月-4月)
- ゲイリー・ブルッカー (Gary Brooker) - ボーカル、ピアノ
- マシュー・フィッシャー (Matthew Fisher) - オルガン
- ジェフ・ホワイトホーン (Geoff Whitehorn) - ギター
- マット・ペグ (Matt Pegg) - ベース
- ヘンリー・スピネッティ (Henry Spinetti) - ドラム
- キース・リード (Keith Reid) - 歌詞

### 第19期 (1997年7月)
- ゲイリー・ブルッカー (Gary Brooker) - ボーカル、ピアノ
- マシュー・フィッシャー (Matthew Fisher) - オルガン、ギター、ボーカル
- ピート・ソリー (Pete Solley) - オルガン、シンセサイザー、ヴァイオリン、ピアノ
- ミック・グラバム (Mick Grabham) - ギター
- マット・ペグ (Matt Pegg) - ベース
- デイブ・ブロンズ (Dave Bronze) - ベース
- クリス・コッピング (Chris Copping) - ベース、オルガン、ギター
- アラン・カートライト (Alan Cartwright) - ベース
- グラハム・ブロード (Graham Broad) - ドラム
- キース・リード (Keith Reid) - 歌詞

### 第20期 (2000年9月)
- ゲイリー・ブルッカー (Gary Brooker) - ボーカル、ピアノ
- マシュー・フィッシャー (Matthew Fisher) - オルガン
- ジェフ・ホワイトホーン (Geoff Whitehorn) - ギター
- ミック・グラバム (Mick Grabham) - ギター
- マット・ペグ (Matt Pegg) - ベース
- マーク・ブレゼジッキー (Mark Brzezicki) - ドラム
- キース・リード (Keith Reid) - 歌詞

### 第21期 (2001年5月-2003年)
- ゲイリー・ブルッカー (Gary Brooker) - ボーカル、ピアノ
- マシュー・フィッシャー (Matthew Fisher) - オルガン
- ジェフ・ホワイトホーン (Geoff Whitehorn) - ギター
- マット・ペグ (Matt Pegg) - ベース
- マーク・ブレゼジッキー (Mark Brzezicki) - ドラム
- キース・リード (Keith Reid) - 歌詞

+
- ロジャー・テイラー (Roger Taylor) - バック・ボーカル (ゲスト/12thアルバム)

12thアルバム『ウェルズ・オン・ファイアー』録音。

### 第22期 (2004年-2006年8月)
- ゲイリー・ブルッカー (Gary Brooker) - ボーカル、ピアノ
- ジョシュ・フィリップス (Josh Phillips) - オルガン
- ジェフ・ホワイトホーン (Geoff Whitehorn) - ギター
- マット・ペグ (Matt Pegg) - ベース
- マーク・ブレゼジッキー (Mark Brzezicki) - ドラム
- キース・リード (Keith Reid) - 歌詞

### 第23期 (2006年10月-2016年)
- ゲイリー・ブルッカー (Gary Brooker) - ボーカル、ピアノ
- ジョシュ・フィリップス (Josh Phillips) - オルガン
- ジェフ・ホワイトホーン (Geoff Whitehorn) - ギター
- マット・ペグ (Matt Pegg) - ベース
- ジェフ・ダン (Geoff Dunn) - ドラム
- キース・リード (Keith Reid) - 歌詞

### 第24期 (2016年-2022年)
- ゲイリー・ブルッカー (Gary Brooker) - ボーカル、ピアノ
- ジョシュ・フィリップス (Josh Phillips) - オルガン
- ジェフ・ホワイトホーン (Geoff Whitehorn) - ギター
- マット・ペグ (Matt Pegg) - ベース
- ジェフ・ダン (Geoff Dunn) - ドラム
- ピート・ブラウン (Pete Brown) - 歌詞

13thアルバム『乙女は新たな夢に』録音。

## ディスコグラフィ

### スタジオ・アルバム
- 『青い影』 - Procol Harum (1967年 第2期)

現在のCDでは『A Whiter Shade Of Pale』のタイトルで発売されるのが一般的だが、当時のイギリス盤およびドイツ盤にはシングル「青い影」は未収録だった。
- 『月の光』 - Shine On Brightly (1968年 第2期)
- 『ソルティ・ドッグ』 - A Salty Dog (1969年 第2期)
- 『ホーム』 - Home (1970年 第3期)
- 『ブロークン・バリケーズ』 - Broken Barricades (1971年 第3期)
- 『グランド・ホテル』 - Grand Hotel (1973年 第4期～第5期)
- 『異国の鳥と果物（英語版）』 - Exotic Birds And Fruits (1974年 第5期)
- 『プロコルズ・ナインス』 - Procol's Ninth (1975年 第5期)
- 『輪廻』 - Something Magic (1977年 第6期)
- 『放蕩者達の絆』 - The Prodigal Stranger (1991年 第9期)
- 『ウェルズ・オン・ファイアー』 - Wells On Fire (2003年 第21期)

クイーンのロジャー・テイラーが「シャドウ・ボックスト」のバックボーカルで参加
- 『乙女は新たな夢に』 - Novum (2017年 第24期)

### その他のアルバム
- The Long Goodbye (The Symphonic Music of Procol Harum) (1995年)

プロコル・ハルムの曲をオーケストラアレンジした作品。ブルッカー、フィッシャー、トロワー等が参加。
- Ain't Nothin' to Get Excited About (1997年) ※1970年録音

第3期メンバーでロックンロールのスタンダード曲を「Liquorice John Death」名義で録音した作品。
- The Paramounts at Abbey Road 1963–1970 (1998年) ※1963年-1966年、1970年録音

前身バンド、パラマウンツの音源と第3期メンバーによる「Liquorice John Death」名義の音源をまとめた作品。

## 日本公演
出典。

### 1972年
- 5月4日 東京・日本武道館
- 5月6日 大阪・大阪厚生年金会館
- 5月7日 大阪・フェスティバルホール

### 2003年
- 10月31日 東京・東京厚生年金会館
- 11月1日 川崎・CLUB CITTA'川崎
- 11月3日 大阪・サンケイホール

### 2012年
- 11月28日 横浜・国際平和会議場・国立大ホール
- 11月29日 横浜・国際平和会議場・国立大ホール
- 12月3日 大阪・大阪府立国際会議場
- 12月4日（2部） 大阪・Billboard Live Osaka
- 12月6日 大阪・大阪府立国際会議場
- 12月7日（2部） 東京・Billboard Live Tokyo
- 12月10日 東京・昭和女子大学人見記念講堂
- 12月11日 東京・昭和女子大学人見記念講堂
- 12月12日 名古屋・名古屋国際会議場・センチュリーホール